# لا بيسجا
بلدية لا بيسجا (بالإسبانية: La Pesga)‏، هي بلدية تقع في مقاطعة قصرش والتي تقع في منطقة إكستريمادورا، غرب إسبانيا.
يبلغ عدد سكانها 1.187 نسمة وفقاً لإحصائية سنة (2002).